# Enrico Calzolari
Enrico Calzolari (Parma, 22 de febrer, 1823 - Milà, 1 de març de 1888) fou un tenor italià.
Tingué per primer professor de cant al mestre Panizza, el 1844 debutà en La Scala de Milà amb l'Ernani assolint un assenyalat triomf degut a la seva bella veu i excel·lent escola de ball. Casat amb una germana dels famosos artistes Cavallini, marxà contractat a Viena i d'allí a Madrid (1848), Londres, parís i Sant Petersburg, on cantà durant diverses temporades en el teatre imperial les òperes que en aquell temps el repertori italià com Lucrezia Borgia, Lucia di Lammermoor, El barber de Sevilla, Maria di Rohan, Don Pasquale, La sonnambula, etc.